# Parque nacional de las Murallas de Jerusalén
El parque nacional de las Murallas de Jerusalén  (en inglés: Walls of Jerusalem National Park) es un parque nacional ubicado en la región de las Tierras Altas Centrales de Tasmania, Australia. El parque está ubicado aproximadamente a 144 km al noroeste de Hobart, al este del parque nacional Cradle Mountain-Lake St Clair, y al oeste del Área de conservación Central Plateau. Está al sur de Mole Creek, Tasmania y del lago Rowallan. El parque nacional forma parte de la Reserva natural de Tasmania.

## Etimología
El parque toma su nombre de las características geológicas del parque que se cree que se parecen a las murallas de la ciudad de Jerusalén. Como resultado, muchos lugares y características dentro del parque tienen también referencias bíblicas en nombres como Puerta de Herodes, Lago Salomé, Joyas de Solomón, Puerta de Damasco, el estanque de Bethesda.

## Características
La característica más destacada del parque es el pico Rey David, con una altura de 1.509 m s. n. m.
Gran parte del sendero para caminar consiste en rebordes elevados, desde Wild Dog Creek hasta el Dixon's Kingdom, con el propósito de proteger la frágil vegetación alpina. Las pistas para caminar en otros lugares del parque consisten en roca, tierra rocosa, pastizales y pantanos.

Mirando hacia el oeste desde el Monte Jerusalén. El pico Rey David en el centro a la derecha. El Templo está en el centro del primer plano y la izquierda detrás el Trono de Salomón. Los picos del fondo corresponden al Parque nacional Cradle Mountain-Lake St. Clair.